# Argyripnus ephippiatus
Argyripnus ephippiatus is een  straalvinnige vissensoort uit de familie van diepzeebijlvissen (Sternoptychidae). De wetenschappelijke naam van de soort is voor het eerst geldig gepubliceerd in 1897 door Gilbert & Cramer.